# Liste des joueurs de l'AS Cannes (football)
 (février 2025).
 (février 2025).
Si vous disposez d'ouvrages ou d'articles de référence ou si vous connaissez des sites web de qualité traitant du thème abordé ici, merci de compléter l'article en donnant les références utiles à sa vérifiabilité et en les liant à la section « Notes et références ».
Voici la liste non exhaustive des joueurs ayant porté un jour le maillot de l'AS Cannes (football).
- Haut – A
- B
- C
- D
- E
- F
- G
- H
- I
- J
- K
- L
- M
- N
- O
- P
- Q
- R
- S
- T
- U
- V
- W
- X
- Y
- Z

## A
| Nom                | Poste     | Période   | Nationalité       |
| Samassi Abou       | attaquant | 1996-1998 | Côte d'Ivoire     |
| Billy Aitken       | milieu    | 1931-1934 | Écosse            |
| Pierre Alonzo      | milieu    | 1965-1970 | France            |
| André Amitrano     | gardien   | 1988-1993 | France            |
| Numa Andoire       | défenseur | 1936-1940 | France            |
| Ibrahim Aoudou     | défenseur | 1981-1984 | Cameroun          |
| Aljoša Asanović    | milieu    | 1991-1992 | Croatie           |
| Nordine Assami     | défenseur | 2004-2005 | France et Algérie |
| Komlan Assignon    | milieu    | 1996-1998 | Togo              |
| Jonathan Assous    | milieu    | 2006-2007 | France            |
| William Ayache     | défenseur | 1992-1996 | France            |
| Thomas Ayasse      | milieu    | 2008-     | France            |
| Jean-Pierre Ascery | défenseur | 1982-1983 | Uruguay           |

## B
| Nom                | Poste           | Période                | Nationalité       |
| Jean Babineck      | défenseur       | 1937-1938              | Autriche          |
| Jean Baeza         | défenseur       | 1974-1977              | France            |
| Gérard Bernardet   | Milieu offensif | 1977-1980              | France            |
| Schumann Bah       | défenseur       | 2006-2007              | France            |
| Paul Bahoken       | attaquant       | 1979-1982              | Cameroun          |
| Algassimou Baldé   | attaquant       | 2008-                  | Guinée et Sénégal |
| Dianbobo Baldé     | défenseur       | 1998-1999              | Guinée            |
| Tal Banin          | attaquant       | 1993-1994              | Israël            |
| lakhal malik       | défenseur       | 1993/1996              | France et Algérie |
| Patrick Barul      | défenseur       | 1996-1999              | France            |
| Mathieu Béda       | défenseur       | 1998-1999              | France            |
| Pascal Bedrossian  | attaquant       | 1992-1997              | France et Arménie |
| David Bellion      | attaquant       | 1998-2001              | France            |
| Bruno Bellone      | attaquant       | 1987-1988 et 1989-1990 | France            |
| Djamel Belmadi     | milieu          | 1998-1999              | France et Algérie |
| Samir Beloufa      | défenseur       | 1995-1997              | France et Algérie |
| Mohamed Benhamou   | gardien         | 2006-2007              | France et Algérie |
| Grégory Béranger   | défenseur       | 2003-2005              | France            |
| Franck Berrier     | milieu          | 2007-2008              | France            |
| Julien Berthomier  | défenseur       | 2003-2006              | France            |
| Yves Bertucci      | défenseur       | 1980-1986              | France            |
| Mark Blake         | défenseur       | 1998-2000              | Angleterre        |
| Jérémy Blayac      | attaquant       | 2005-2006 et 2007-2008 | France            |
| Alen Bokšić        | attaquant       | 1991-1992              | Croatie           |
| Landry Bonnefoi    | gardien         | 2000-2001              | France            |
| Madjid Bouabdellah | attaquant       | 2006-2006              | France et Algérie |
| Sarr Boubacar      | attaquant       | 1976-1977              | Sénégal           |
| Yoann Bouchard     | gardien         | 2002-2003              | France            |
| Freddy Bourgeois   | attaquant       | 2001-2002              | France            |
| Anthony Braizat    | milieu          | 1995-1998 et 2005-2007 | France            |
| Félix Brillant     | milieu          | 2000-2002              | Canada            |

## C
| Nom                  | Poste     | Période   | Nationalité       |
| Patrice Carteron     | défenseur | 2005-2007 | France            |
| Bernard Casoni       | milieu    | 1980-1984 | France            |
| Pierre Casoni        | défenseur | 1952-1961 | France            |
| Sébastien Chabaud    | milieu    | 1995-2000 | France            |
| Sébastien Chabbert   | gardien   | 1996-1999 | France            |
| Laurent Charvet      | défenseur | 1994-1998 | France            |
| Jean-Philippe Cornée | attaquant | 1978-1979 | France            |
| Mickaël Citony       | attaquant | 1998-1999 | France            |
| Gaël Clichy          | défenseur | 2001-2003 | France            |
| Patrick Colleter     | défenseur | 2000-2002 | France            |
| Lilian Compan        | attaquant | 1995-1997 | France            |
| Kevaughn Connell     | attaquant | 2006-2007 | Trinité-et-Tobago |
| Maurice Cottenet     | gardien   | 1926-1927 | France            |
| Édouard Crut         | attaquant | 1934-1935 | France            |
| Antoine Cuissard     | milieu    | 1952-1953 | France            |

## D
| Nom                 | Poste     | Période                | Nationalité   |
| Frédéric Daquin     | attaquant | 1997-1999              | France        |
| Guy David           | milieu    | 1971-1973              | France        |
| Jérémy De Magalhaes | défenseur | 2007-2008              | France        |
| Laurent de Palmas   | défenseur | 2003-2004              | France        |
| Fabien Debec        | gardien   | 2007-2008              | France        |
| Derek Décamps       | défenseur | 1998-2005              | France        |
| Christophe Delmotte | milieu    | 1994-1995              | France        |
| Siramana Dembélé    | milieu    | 2003-2004              | France        |
| Lassina Diabaté     | milieu    | 2007-2007              | Côte d'Ivoire |
| Robert Domergue     | défenseur | 1976-1981              | France        |
| Yvon Douis          | attaquant | 1967-1969              | France        |
| Pierre Dréossi      | défenseur | 1988-1992              | France        |
| Franck Durix        | milieu    | 1988-1995 et 2001-2002 | France        |
| Michel Dussuyer     | gardien   | 1978-1981 et 1984-1996 | France        |

## E
| Nom            | Poste     | Période   | Nationalité |
| Johnny Ekström | attaquant | 1989-1992 | Suède       |
| Albert Emon    | attaquant | 1986-1988 | France      |
| Leif Eriksson  | attaquant | 1975-1976 | Suède       |
| Rainer Ernst   | milieu    | 1992-1993 | Allemagne   |
| Julien Escudé  | défenseur | 1998-1999 | France      |
| Vincent Estève | défenseur | 1963-1967 | France      |

## F
| Nom                                         | Poste     | Période   | Nationalité   |
| Iosif Fabian                                | attaquant | 1951-1953 | Roumanie      |
| Nicolas Farina                              | attaquant | 2007-2008 | France        |
| Julien Faubert                              | défenseur | 2002-2004 | France        |
| Kader Ferhaoui                              | milieu    | 1993-1996 | Algérie       |
| Jean Fernandez                              | milieu    | 1982-1984 | France        |
| Luis Fernandez                              | milieu    | 1989-1994 | France        |
| Romain Ferrier                              | défenseur | 1995-1997 | France        |
| Yannick Fischer                             | défenseur | 1996-1998 | France        |
| Youssouf Falikou Fofana                     | attaquant | 1984-1985 | Côte d'Ivoire |
| Gérald Forschelet                           | milieu    | 1998-2002 | France        |
| Nicolas Frey                                | défenseur | 2003-2004 | France        |
| Sébastien Frey                              | gardien   | 1997-1998 | France        |
| Mohamed Farah alias Trembo[réf. nécessaire] | défenseur | 1937      | Maroc         |

## G
| Nom                  | Poste     | Période              | Nationalité |
| Michel Gafour        | milieu    | 2003-2004            | France      |
| Jean-Louis Garcia    | gardien   | ????-????            | France      |
| Thierry Gathuessi    | défenseur | 2005-2006            | Cameroun    |
| Kamel Fathi Ghilas   | attaquant | 2003-2006            | France      |
| Gnohere David Arthur | défenseur | 1995-1999            | France      |
| Marco Grassi         | attaquant | 1994-1996            | Suisse      |
| Sébastien Grimaldi   | défenseur | 2000-2002            | France      |
| Jacques Grattarola   | attaquant | 1948-1952, 1955-1960 | France      |
| David Grondin        | milieu    | 2000-2001            | France      |
| Jean-Marc Guillou    | milieu    | 1983-1984            | France      |

France

## H
| Nom                   | Poste     | Période                          | Nationalité       |
| Karim Haderbache      | milieu    | 2007-                            | France            |
| Gilles Hampartzoumian | défenseur | 1988-1991,1992-1996 et 1997-1998 | France            |
| Brahim Hemdani        | milieu    | 1997-1998                        | France et Algérie |
| Kwami Hodouto         | défenseur | 1995-1997                        | Togo              |
| Christophe Horlaville | attaquant | 1994-1996                        | France            |

## J
| Nom           | Poste     | Période   | Nationalité       |
| David Jemmali | défenseur | 1994-1997 | France et Tunisie |
| Brian Jensen  | défenseur | 1997-1998 | Danemark          |
| Brice Jovial  | attaquant | 2005-2006 | France            |

## K
| Nom                 | Poste     | Période   | Nationalité        |
| Paul Djedeou Kabran | attaquant | 2005-2006 | Côte d'Ivoire      |
| Foued Kadir         | milieu    | 2003-2007 | France et Algérie  |
| Abdelhamid Kermali  | attaquant | 1953-1955 | Algérie            |
| Abdellah Kharbouchi | défenseur | 2009-2010 | Maroc              |
| Karim Kochevaia     | milieu    | 1994-1998 | France             |
| Walter Kogler       | défenseur | 1998-1999 | Autriche           |
| Victor Konwlo       | attaquant | 1992-1997 | Liberia            |
| Adick Koot          | attaquant | 1991-1998 | Pays-Bas           |
| Ardian Kozniku      | attaquant | 1994-1996 | Serbie             |
| Ruud Krol           | défenseur | 1984-1986 | Pays-Bas           |
| Jan Koller          | attaquant | 2010-...  | République tchèque |

## L
| Nom               | Poste     | Période                | Nationalité |
| Guy Lacombe       | attaquant | 1987-1989 et 1990-1997 | France      |
| Félix Lacuesta    | milieu    | 1987-1990              | France      |
| Bernard Lambourde | défenseur | 1991-1994 et 1995-1996 | France      |
| Robby Langers     | attaquant | 1991-1992              | Luxembourg  |
| Fabien Leclercq   | défenseur | 2000-2001              | France      |
| François Lemasson | gardien   | 1992-1997 et 2000-2001 | France      |
| André Lerond      | défenseur | 1951-1951              | France      |
| Laurent Leroy     | attaquant | 1996-1998 et 2004-2005 | France      |
| Marc Libbra       | attaquant | 1998-1999              | France      |
| Jacques Lopez     | défenseur | 1985-1987              | France      |
| Charly Loubet     | attaquant | 1962-1963 et 1975-1981 | France      |
| Cyriaque Louvion  | défenseur | 2004-2006              | France      |
| Peter Luccin      | milieu    | 1995-1996              | France      |
| Riza Lushta       | attaquant | 1948-1951              | Albanie     |

## M
| Nom                  | Poste          | Période                         | Nationalité       |
| Laurent Macquet      | milieu         | 1994-2002                       | France            |
| Mickaël Madar        | attaquant      | 1992-1994                       | France            |
| Charles Marchetti    | gardien de but | 1960-1963                       | France            |
| Romuald Marie        | défenseur      | 2008-2010                       | France            |
| Mickaël Marsiglia    | attaquant      | 1993-1999 et 2008 à aujourd'hui | France            |
| François Masson      | milieu         | 2000-2002                       | France            |
| Rudy Mater           | défenseur      | 2000-2002                       | France            |
| Mathieu Maton        | attaquant      | 2002-2003                       | France            |
| Aurélien Mazel       | défenseur      | 2007-2008                       | France            |
| David Mazzoncini     | défenseur      | 1997-1998                       | France            |
| David Amadou M'Bodji | attaquant      | 2003-2004 et 2008-2009          | Sénégal           |
| Halim Medaci         | défenseur      | 2002-2003                       | France et Algérie |
| Carmelo Micciche     | attaquant      | 1991-1992                       | France            |
| Johan Micoud         | milieu         | 1992-1996                       | France            |
| Marko Mlinarić       | milieu         | 1989-1991                       | Croatie           |
| Alain Moizan         | milieu         | 1986-1988                       | France et Sénégal |
| Cédric Mouret        | défenseur      | 1996-1998                       | France            |
| Alberto Muro         | attaquant      | 1962-1964                       | Argentine         |

## N
| Nom               | Poste     | Période   | Nationalité         |
| Norbert Nachtweih | milieu    | 1989-1991 | Allemagne           |
| Andrej Prean Nagy | attaquant | 1946-1947 | Hongrie et Roumanie |
| Hamed Namouchi    | milieu    | 1998-2003 | France et Tunisie   |
| Wilfried Niflore  | attaquant | 2002-2004 | France              |

## O
| Nom                 | Poste     | Période   | Nationalité         |
| François Omam-Biyik | attaquant | 1991-1992 | Cameroun            |
| Sacha Opinel        | défenseur | 1991-1997 | France              |
| Camille Oponga      | défenseur | 2004-2005 | République du Congo |
| Didier Otokoré      | milieu    | 1993-1994 | Côte d'Ivoire       |
| Kamel Ouejdide      | attaquant | 2008-2008 | Maroc               |

## P
| Nom            | Poste     | Période   | Nationalité |
| Carl Parisio   | défenseur | 2004-2005 | France      |
| Antoine Ponroy | défenseur | 2007-2008 | France      |
| Boro Primorac  | défenseur | 1986-1992 | Croatie     |
| Jure Primorac  | défenseur | 1998-2000 | Croatie     |
| Franck Priou   | attaquant | 1991-1995 | France      |

## Q
| Nom             | Poste   | Période   | Nationalité |
| Yannick Quesnel | gardien | 1998-2000 | France      |

## R
| Nom              | Poste     | Période   | Nationalité |
| Philippe Raschke | défenseur | 1992-1995 | France      |

## S
| Nom             | Poste     | Période   | Nationalité       |
| Hakim Saci      | attaquant | 2005-2007 | France Algérie    |
| Jean-Luc Sassus | défenseur | 1986-1992 | France            |
| Amara Simba     | attaquant | 1990-1991 | France et Sénégal |
| Yannick Stopyra | attaquant | 1989-1991 | France            |
| David Suarez    | défenseur | 1999-2002 | France            |

## T
| Nom               | Poste     | Période   | Nationalité |
| Frédéric Tatarian | milieu    | 2004-2005 | France      |
| Teitur Thórdarson | attaquant | 1983-1984 | Islande     |

## V
| Nom              | Poste     | Période                | Nationalité        |
| Joseph Van Mol   | défenseur | 1968-1971              | Belgique           |
| Gerald Vanenburg | milieu    | 1997-1999              | Pays-Bas           |
| Patrick Vieira   | milieu    | 1993-1995              | France et Sénégal  |
| Zlatko Vujović   | attaquant | 1988-1989              | Bosnie-Herzégovine |
| Zoran Vujović    | attaquant | 1988-1989 et 1991-1992 | Bosnie-Herzégovine |

## W
| Nom            | Poste   | Période   | Nationalité |
| Grégory Wimbée | gardien | 1997-1998 | France      |

## Y
| Nom            | Poste  | Période | Nationalité |
| Ahmed Yahiaoui | milieu | 2008-   | France      |

## Z
| Nom             | Poste     | Période   | Nationalité |
| Jonathan Zebina | défenseur | 1996-1998 | France      |
| Zinédine Zidane | milieu    | 1988-1992 | France      |